# Media center

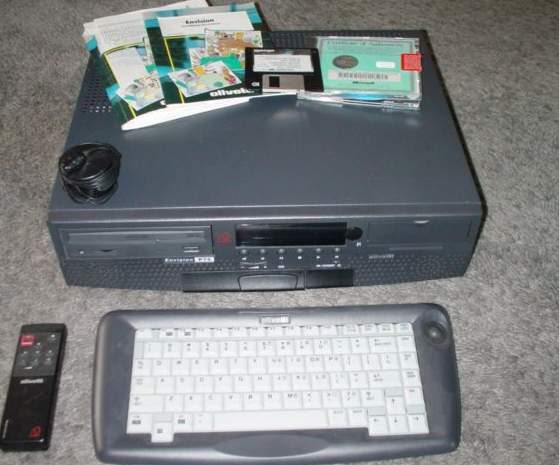
Un Olivetti Envision: precursore dei moderni media center

Un media center è un computer adibito all'ascolto di musica, visione di film e immagini memorizzati in un disco rigido o in una rete (a volte anche wireless LAN), visione di film DVD e spesso per guardare e registrare trasmissioni televisive. Alcuni software possono anche fare altre cose, come recapitare news (RSS) da internet. I media center sono spesso dotati di un telecomando, connessi ad un televisore, e possono spesso fungere da normale PC. Un media center può essere assemblato appositamente per il suo scopo, o creato personalmente aggiungendo software media center ad un PC (Home theater PC) o ad altri computer, per esempio una Xbox.
I Set-top box stanno assumendo sempre più le caratteristiche di un media center.

## Caratteristiche
Tipicamente un media center offre le seguenti caratteristiche all'utente:
1. Possibilità di ricevere digital media files (tramite segnale video diretto, rete o USB)
2. Possibilità di immagazzinare digital media (di solito su hard disk)
3. Possibilità di registrare digital media da un televisore o da un sistema hi-fi
4. Facilità di utilizzo (paragonato a un computer equipaggiato per il video editing)

Sebbene i media center siano spesso assemblati usando componenti simili a quelli dei personal computer, sono più piccoli; vi sono anche accessori o periferiche che di solito non equipaggiano i pc, come un ricevitore ad infrarossi per telecomando o una scheda TV. 
Esistono diversi ambiti applicativi in cui i media center stanno acquistando una popolarità crescente. In sostanza qualsiasi applicazione che richieda la riproduzione di file multimediali, ma che non necessiti delle piene funzionalità di un personal computer, beneficia delle ridotte dimensioni e maggiore facilità di utilizzo di un media center.
I media center non godono di grande popolarità, ma negli Stati Uniti e nel Regno Unito ne stanno acquistando.

### Software
- Boxee (Mac OS X, Apple TV, Linux)
- Freevo (Linux, Mac OS X, Windows)
- Front Row (Apple Inc.)
- GeeXboX (Linux)
- Kodi (Windows, Linux, Android, macOS, iOS, Apple TV, FreeBSD)
- Mediaportal
- Moovida (formerly Elisa) (Linux/Windows)
- MythTV (Linux)
- Nero Home
- PS3 Media Server
- SageTV
- TVedia
- Universal Media Center
- Windows XP Media Center Edition